# 維奧拉 (肯塔基州)
維奧拉（英語：Viola）是位於美國肯塔基州格雷夫斯縣的一個非建制地區。

## 地理
維奧拉所處的海拔為高於海平面123米（即404英呎），而該地所採用的時區為UTC-6，即北美中部時區（CST）。同時該地設有夏令時間，為UTC-6調快一小時，即UTC-5（CDT）。